# Amedeo Guarnieri (sceneggiatore)
Amedeo Guarnieri (Valle del Ceno, 14 gennaio 1976 – Parma, 15 marzo 2020) è stato uno sceneggiatore italiano.

## Biografia
Amedeo Guarnieri nasce in Val Ceno, o almeno così amava dire, il 14 gennaio del 1976. Cresciuto nel quartiere Montanara, ultimo di tre fratelli, rimane orfano di padre all’età di due anni. Precipitata nelle difficoltà economiche, la madre è costretta a lavorare incessantemente, confidando nella generosità altrui e affidando i figli ad amici e parenti. Non sempre saranno incontri fortunati, come Amedeo racconterà spesso alludendo alle esperienze da chierichetto nella comunità parrocchiale.
L’assenza della figura paterna segna per sempre la vita del giovane che, senza una guida maschile, da bambino dolce e fiducioso si trasformerà in un adolescente turbolento, molto intelligente e sensibile, incapace di comprendere il significato della parola limite. Oggetto di un amore incondizionato da parte della madre, sarà per lei anche motivo di innumerevoli preoccupazioni.
Dopo un periodo trascorso ai confini del mondo, nelle terre della Nuova Zelanda che considererà per sempre il luogo in cui sarebbe voluto tornare a vivere, si diploma al liceo scientifico Marconi di Parma. Ormai maggiorenne, s’immerge nello studio della filosofia, nell’amore per il cinema assimilato con un criterio onnivoro e in un dialogo fitto con gli amici. Amante delle compagnie alcoliche conosciute nei peggiori bar d’Europa, si scopre grande conoscitore dell’animo umano, per cui nutre una inesauribile curiosità, alimentata da un’innata perspicacia e da una forte talento nel dialogo uno a uno. Adorato dalle donne e mai sazio di loro, si concede con una generosità da Casanova, innamorato della seduzione e della comprensione dell’altro da sé. Impaziente di esperienze nuove, sempre senza denaro, accompagna la Laurea in Lettere e Filosofia, ottenuta con il massimo dei voti, a lavori saltuari: macellaio, operaio, facchino, professore di sostegno, barista, del personale in Ucraina nel settore del vetro grazie ai buoni ufficio di un amico del Liceo.
Questi anni buttati, come amava definirli, sono le basi per una scrittura attenta alla società, capace di fondere sapientemente realtà e immaginazione, millimetrica nella precisione e nell’attinenza alle fonti ma nel contempo capace di spaziare, nutrita da una immaginazione fuori dal comune e corroborata da un’ampia conoscenza in diversi ambiti culturali: dal fumetto, alla letteratura, al cinema, cui si era aggiunta, negli ultimi anni, la passione per il teatro. Quando la madre si ammala, Amedeo sente che è il momento di fermarsi e di rientrare a Parma. Luca Sommi, al tempo Assessore alla Cultura della città, lo vuole al suo fianco come collaboratore. L’amore per la bellezza e i caratteri spigolosi li affratellano e Guarnieri lo segue nell’avventura di una grande mostra dedicata al Correggio che richiamerà un vasto numero di visitatori. Con il Castello dei Burattini, archivio immenso delle creazioni dei Ferrari, collabora nelle annate 2010 e 2011 del Festival Internazionale dei Burattini, edizioni che vedranno esibirsi gli artisti di figura più importanti della scena italiana ed europea.
All’età di 32 anni conosce Lucrezia Le Moli Munck, regista e sceneggiatrice. Ne nasce un sodalizio amoroso e lavorativo che lo definirà per sempre come artista e come uomo che mette al centro del suo mondo la parola. La loro si rivela una relazione nutrita da una profondissima intesa, capace di far dialogare il lavoro con la vita.  Il pensiero coraggioso e incorruttibile di Guarnieri sarà fonte di grande libertà e nutrimento per le loro creazioni.
Nel 2012 firma la sceneggiatura di Con cuore puro, un documentario sull'universo amoroso prodotto da Fondazione Teatro Due e Rai Cinema con interviste a Umberto Galimberti, Maria Luisa Spaziani, Remo Bodei, Marc Augé, Roberta De Monticelli, Sergio Manghi e Silvano Agosti. Del 2013 è Il diario di Chiara di cui firmò la sceneggiatura per la regia Lucrezia Le Moli con l'orchestra barocca Europa Galante diretta da Fabio Biondi.
Nel 2017, da un suo soggetto originale, sviluppa la sceneggiatura Le figlie di coro. La scrittura riceve la menzione speciale del Premio Solinas come migliore sceneggiatura. Il film è attualmente in fase di preproduzione con la società di produzione Luckyred diretta da Andrea Occhipinti.
Nel 2019 sceneggia il documentario Principi e prigionieri sulla storia di Teatro Due.
La notte tra il 14 e il 15 marzo, Amedeo Guarnieri muore a causa di un infarto. A nulla sono valsi i soccorsi. Stava lavorando al suo primo documentario da regista. Molti dei suoi lavori rimangono incompiuti.

## Opere
- Mater Dulcissima - Vita, amori e delitti di Leonarda Cianciulli (drammaturgia, 2019)
- Principi e prigionieri (documentario, 2019)
- Le figlie di coro (Sceneggiatura. Menzione speciale Premio Solinas 2017)
- Il diario di Chiara. Confessioni di una figlia di Choro (documentario, 2013)
- Con cuore puro (documentario, 2012)